# Crianza cooperativa
La crianza cooperativa es un sistema social establecido en ciertas especies animales, caracterizado por un cuidado aloparental en los procesos de post-natalidad y amparo de la descendencia: los hijos reciben atención no sólo de sus padres, sino también de miembros adicionales del grupo, a menudo llamados ayudantes o niñeros. La crianza cooperativa abarca una amplia variedad de estructuras grupales, desde parejas criadoras con ayudantes que son descendientes de una temporada anterior, a grupos con relaciones poliginándricas, con múltiples machos y hembras reproductoras que hacen una crianza colectiva; también hay estructuras en que los ayudantes son la descendencia adulta de algunos pero no de todos los criadores en el grupo, o grupos en que los ayudantes a veces logran un estado de reproducción al producir su propia descendencia como parte de la crianza del grupo. La reproducción cooperativa se produce en grupos taxonómicos que incluyen aves, mamíferos, peces, e insectos.
Los costos para los ayudantes incluyen una reducción de la aptitud o eficacia biológica individual, es decir, la supresión, retraso o renuncia a la reproducción propia, una mayor defensa del territorio, la protección de las crías, y un mayor costo individual en pos del crecimiento de la prole grupal. En todos los casos significa una asignación de tiempo y energía para este propósito, teniendo por beneficios una mayor aptitud inclusiva, una mayor interacción social y una mayor supervivencia por una mayor atención grupal, lo cual incluye una menor posibilidad de ser depredado, y un mayor tiempo para la alimentación, y potencialmente la herencia del territorio y del rol reproductivo dominante. La aptitud inclusiva es la suma de la aptitud biológica directa e indirecta, donde la aptitud directa se define como la producción individual de descendencia, mientras que la aptitud indirecta se establece cuando un individuo proporciona además ayuda a otros individuos en la supervivencia de su prole, al portar estos parcialmente parte de su propio material genético, lo que usualmente se llama selección de parentesco. De este modo, la crianza cooperativa es usualmente una evidencia en favor de este modelo teórico.
Para la pareja reproductora, los costos incluyen la atención prenatal y postnatal, y en ciertos casos, exhibir conductas que permitan suprimir el apareamiento de los subordinados. Reciben a cambio beneficios como una reducción de su tiempo para el cuidado de las crías, el mantenimiento del territorio, el mantenimiento de un estado físico más saludable, una mayor vida útil, más recursos para nuevas camadas, lo que incide en un mayor número de descendientes, y finalmente, una mejor salud para sus crías. En general, el principal beneficio de una crianza cooperativa es una mayor tasa reproductiva y de supervivencia para una población.

## Causas

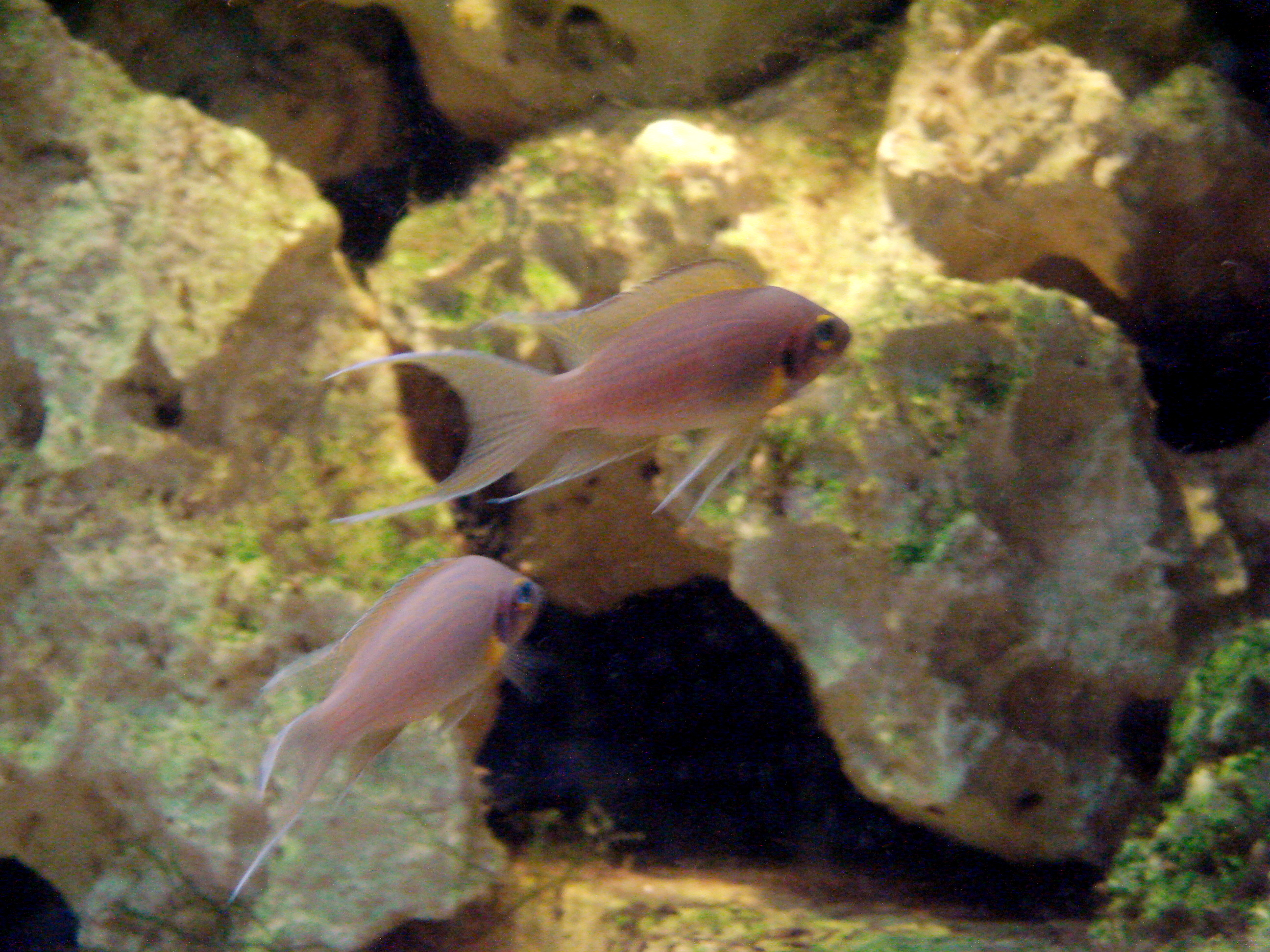
Neolamprologus pulcher ha mostrado que la selección de parentesco puede ser una fuerza impulsora importante para la crianza cooperativa.

Se han presentado muchas hipótesis para explicar la evolución de la crianza cooperativa. El concepto detrás de la cría cooperativa es la pérdida de la aptitud reproductiva de un individuo para ayudar al éxito reproductivo de otros. Este concepto es difícil de entender y la evolución de la reproducción cooperativa es importante, pero difícil de explicar. La mayoría de las hipótesis apuntan a determinar la razón por la cual los ayudantes reducen selectivamente su aptitud biológica y asumen un papel aloparental.
Explicaciones evolutivas
- Hipótesis de la selección por parentesco: La selección de parentesco es la estrategia evolutiva de ayudar al éxito reproductivo de organismos relacionados, incluso a un costo para la eficacia biológica directa del propio individuo. La regla de Hamilton explica que la selección de parentesco existirá si la relación genética {\displaystyle R} entre el receptor asistido y el individuo ayudante, multiplicado por el beneficio para el reproductor {\displaystyle B} es mayor que el costo para el individuo asistente {\displaystyle C}, es decir {\displaystyle RB-C>0}.[11] En la naturaleza, un ejemplo representativo es el de la especie Pomatostomus ruficeps, que tiene altas tasas de altruismo reproductivo por efecto del parentesco. Los ayudantes se encuentran predominantemente ayudando a crías estrechamente relacionadas con ellos por sobre las crías no relacionadas.[13] Otras especies, como Neolamprologus pulcher, han demostrado que la selección de parentesco es una fuerza impulsora dominante para la crianza cooperativa.[13]

- Hipótesis de la reproducción en camadas: (Lukas & Clutton-Brock, 2012) propuso un modelo evolutivo para la cría cooperativa, que vinculaba la producción de crías múltiples con el surgimiento de la crianza cooperativa. El modelo se basa en la evolución de la reproducción en camadas, que obliga a criadores y ayudantes a mantener altos costos reproductivos, lo que sugiere que las camadas pueden haber fomentado la aparición de estrategias como la cría cooperativa.[1] El modelo propuesto sugiere que la transición de cría única a camada es favorable, como así también la transición de camadas sin crianza cooperativa a camadas con crianza cooperativa. Esto sugiere que la crianza cooperativa evolucionó de una reproducción de cría única no cooperativa a una reproducción en camadas con crianza cooperativa.[1]

- Hipótesis del coste sexual diferencial: Otro factor que influye en la cría cooperativa es la dispersión sexual. Esto está altamente regulado por los costos reproductivos en la producción de un macho frente a una descendencia femenina, o viceversa. La inversión materna para la descendencia femenina puede ser considerablemente más alta que para la descendencia masculina en una especie, o bien viceversa para otra. En condiciones desfavorables, el sexo más barato se producirá en proporciones más altas, por lo cual es más probable que sus miembros actúen como ayudantes, en consecuencia a la relación de proporciones desiguales entre los sexos.[14]

Explicaciones conductuales
- Hipótesis del aumento grupal: El aumento del grupo presenta una segunda hipótesis en la evolución de la crianza cooperativa. Esta hipótesis sugiere que aumentar el tamaño del grupo a través de la adición de ayudantes favorece la supervivencia individual, y puede aumentar el éxito en la reproducción futura del ayudante.[19] Se favorece el aumento del grupo si la agrupación proporciona beneficios pasivos para los ayudantes además de la aptitud inclusiva.[20] Al aumentar el grupo, cada miembro individual reduce sus posibilidades de convertirse en víctima de la depredación. Además, un aumento en los miembros reduce la duración de cada ayudante como centinela —observadores de depredadores— o cuidador de crías. La reducción de estos comportamientos de protección permite a los ayudantes forrajear por períodos más largos.[21]

- Hipótesis mutualista: Hoy en día, existe un creciente apoyo a la teoría de que la crianza cooperativa evolucionó mediante alguna forma de mutualismo o reciprocidad. El mutualismo es una forma de simbiosis que es beneficiosa para ambos organismos involucrados. El mutualismo tiene muchas formas y puede ocurrir cuando los beneficios son inmediatos o diferidos, cuando los individuos intercambian comportamientos beneficiosos a su vez, o cuando un grupo de individuos contribuye a un bien común, donde puede ser ventajoso para todos los miembros del grupo ayudar a criar jóvenes.[22]

Explicaciones ambientales
- Hipótesis de los recursos ambientales: En determinados casos las condiciones ambientales pueden determinar si los jóvenes se dispersan de su grupo natal o permanecen como ayudantes. La disponibilidad de alimento o territorio puede alentar a los individuos a dispersarse y establecer nuevos territorios de reproducción, pero las condiciones desfavorables promueven que los descendientes permanezcan en el territorio natal y se conviertan en ayudantes para obtener una aptitud inclusiva.[23] Además, permanecer en el territorio natal permite que los descendientes puedan heredar la función de reproducción y/o el territorio de sus padres.[24]

- Hipótesis sexual-ambiental: La dispersión sexual es también el movimiento de un sexo, masculino o femenino, desde el territorio natal para establecer nuevas áreas de reproducción. Un segundo factor que afecta la dispersión sexual es la diferencia en la capacidad de cada sexo para establecer un nuevo territorio de reproducción. Se encontró que Corvus corone produce más descendientes femeninos en condiciones ambientales favorables, y que las hembras establecen territorios de reproducción exitosos a una tasa más alta que los machos. En cambio los machos son producidos a un ritmo mayor en condiciones desfavorables, encontrándose que éstos son proclives a quedarse en el territorio natal, y a convertirse en futuros ayudantes.[25] Por lo tanto, si las condiciones ambientales favorecen la dispersión, la reproducción en esta especie puede favorecer al sexo de la dispersión, mientras que si las condiciones ambientales son desfavorables, las hembras pueden producir el sexo filopátrico, generando así más ayudantes y aumentando la ocurrencia de la crianza cooperativa para asegurar la correcto desarrollo de la descendencia.[25]

## Costos
Criadores

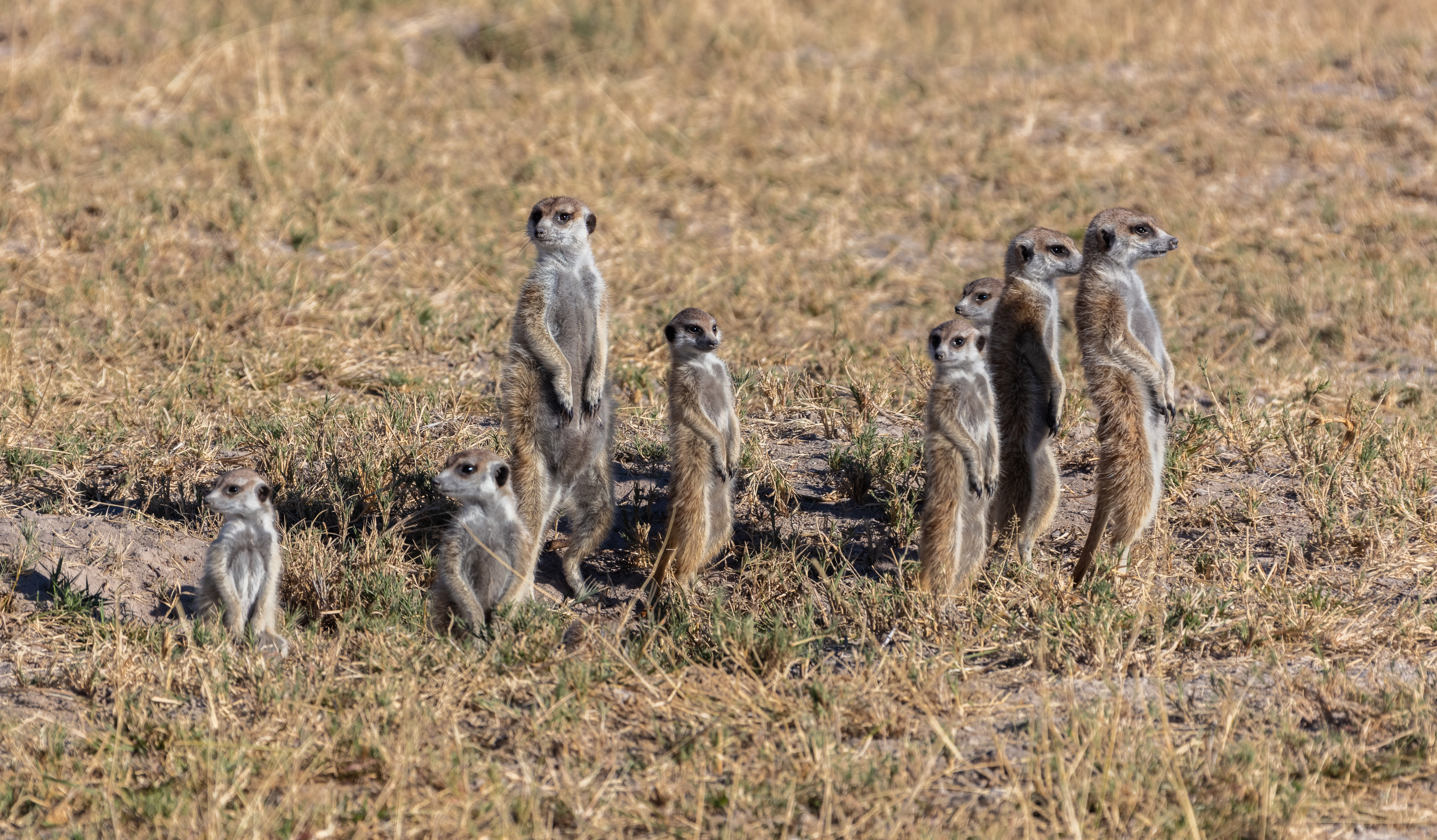
Una colonia de Suricata suricatta, un ejemplo de los sistemas de crianza cooperativa, y de sus costes y beneficios.

Los costos para el individuo reproductor consisten en atención prenatal y postnatal, y el mantenimiento del estado de reproducción. La atención prenatal es la inversión de recursos que se hace durante la gestación del feto, y la atención postnatal es la inversión de recursos posterior al nacimiento. Ejemplos de cuidados prenatales son el desarrollo del tejido fetal, de la placenta, del útero y del tejido mamario. Ejemplos postnatales son la lactancia, la provisión de alimentos, y comportamientos de protección.
Adicionalmente, los machos y hembras dominantes pueden exhibir conductas supresivas hacia los subordinados para mantener su estado de reproducción. Se ha determinado que estos actos dependen de la proporción de machos y hembras entre los ayudantes. Por lo tanto, el costo final para los criadores será alterado dependiendo de la composición de estos. Por ejemplo, si hay más ayudantes masculinos en comparación con los femeninos, entonces el macho dominante experimentará un mayor costo para suprimir a los machos subordinados. Lo contrario ocurre con las hembras. Los criadores incluso suprimirán a los subordinados de aparearse con otros subordinados.
Ayudantes
El acto de ayudar requiere una asignación de energía para realizar este comportamiento. Es así que la asignación prolongada de energía puede tener un gran impacto en el desarrollo de un ayudante. Se ha encontrado que las suricatas, Suricata suricatta, la presencia de cachorros aumenta el costo del ayudante en vigilancia, al hacer que este se incline a protegerlos con un interés cooperativo. Los comportamientos de vigilancia adicionados al cuidado de crías, pueden hacer que los individuos experimenten una pérdida de peso en una escala exponencial dependiendo de la duración de la actividad. Esto se debe a la reducción de los intervalos de alimentación, inhibiendo el aumento de peso. La reducción del comportamiento de alimentación y la mayor pérdida de peso reducen la posibilidad de reproducirse con éxito, pero aumentan su aptitud inclusiva al aumentar la supervivencia de la descendencia de la colonia.
También los ayudantes pueden contribuir dependiendo del costo. Es el caso de la mangosta rayada o Mungos mungo, donde los ayudantes masculinos juveniles contribuyen mucho menos que las hembras. Esto se debe a una diferencia en la edad de madurez sexual. Las hembras de mangostas rayadas alcanzan la madurez sexual a la edad de un año, pero los machos alcanzan la madurez sexual recién a los dos años de edad. La diferencia en la edad de madurez hace que la asignación de energía prolongada sea más perjudicial para un sexo en específico. Los machos juveniles pueden reducir las conductas de ayuda hasta que se alcanza la madurez sexual. De manera similar, si hay una falta de alimentos debido a las condiciones ambientales, como la reducción de la lluvia, el grado de aportación de los ayudantes hacia los juveniles puede reducirse ostensiblemente. En cambio, los adultos pueden mantener su actividad completa porque son sexualmente maduros.
Así mismo, los costos de ser un ayudante pueden diferir dependiendo del sexo. Por ejemplo, los costos de defensa territorial generalmente dependen del macho, mientras que la lactancia depende de la hembra. Retomando el ejemplo de las suricatas, estas han exhibido estrategias de defensa territorial donde los ayudantes masculinos evitarán a los intrusos para evitar que tales intrusos se apareen con subordinadas o hembras dominantes. Por su parte, las hembras subordinadas que han quedado embarazadas a veces son exiliadas del grupo por la hembra dominante. Este desalojo hace que la hembra subordinada tenga un aborto, lo que libera recursos como la lactancia, que se pueden usar para seguir ayudando a la hembra dominante y sus crías. En general, el costo para los ayudantes varía también dependiendo de la presencia o ausencia de descendencia relacionada.

## Beneficios
Criadores
El mejoramiento cooperativo reduce los costos de muchas inversiones maternas para los miembros reproductores. Los ayudantes ayudan a las hembras reproductoras con el aprovisionamiento, el estrés de la lactancia, la protección de los hijos y la inversión prenatal. Aumentar el número de ayudantes permite a una hembra o macho reproductores mantener un estado físico más saludable, una mayor vida útil, y un mayor número de descendientes, así como una mejor salud para las crías.
Las ayudantes femeninas pueden ayudar en la lactancia, pero todos los ayudantes, machos o hembras, pueden ayudar en el aprovisionamiento de alimentos. El aprovisionamiento de alimentos reduce la necesidad de que la pareja reproductora dominante regrese a la guarida, lo que les permite forrajear por períodos más largos. Las hembras y machos dominantes ajustarán sus aportes de vigilancia y aprovisionamiento de alimentos dependiendo del grado de actividad de los ayudantes.
La presencia de ayudantes permite que la hembra reproductora reduzca su inversión prenatal en la descendencia, lo que puede llevar a nacimientos altriciales, es decir, a la producción de crías que dependen de la ayuda de adultos para sobrevivir a sus primeras etapas de vida. Esto ayuda a que la hembra reproductora retenga parte de la energía para ser utilizadas en un nuevo intento de reproducción, aunque a cambio consolida el modelo de crianza cooperativa, así como la necesidad de ayudantes. En general, la adición de ayudantes a una pareja reproductiva alienta múltiples reproducciones por año, y aumenta la tasa de reproducción exitosa.
Los criadores masculinos pueden beneficiarse directamente de la reproducción con hembras subordinadas y de la ayuda en la atención de las crías, al permitirles obtener una inversión de reembolso dentro de los descendientes subordinados. Estas crías tienen mayores posibilidades de convertirse en ayudantes una vez que se alcanza la madurez sexual. Por lo tanto, pagar por su cuidado aumentará la aptitud y el rango social del macho dominante en el futuro, y este acto favorece también a los ayudantes subordinados la posibilidad de ser machos dominantes para la reproducción futura.
Ayudantes
Los ayudantes se benefician principalmente de una aptitud inclusiva. Los ayudantes mantienen una condición física inclusiva mientras ayudan a los criadores y descendientes relacionados. Este tipo de parentesco puede llevar a la herencia de territorios de calidad para el forrajeo, así como a la herencia del rol reproductivo, lo que aumentará la aptitud futura de los ayudantes. Además, los ayudantes experimentan una mayor probabilidad de recibir ayuda si alguna vez fueron ayudantes. Finalmente, los ayudantes se benefician de las interacciones grupales, como acurrucarse para obtener beneficios termodinámicos. También pueden beneficiarse de la mayor interacción grupal en el nivel de preocupación cognitiva entre sí, lo que aumenta su vida útil y supervivencia en general.